# The Inspection
The Inspection é um longa-metragem de drama estadunidense lançado em 2022 escrito e dirigido por Elegance Bratton. Inspirado nas experiências reais de Bratton, o filme segue um jovem que enfrenta a homofobia, tanto em um acampamento de fuzileiros navais quanto na casa de sua mãe. É estrelado por Jeremy Pope, Raúl Castillo, McCaul Lombardi, Aaron Dominguez, Nicholas Logan, Eman Esfandi, Andrew Kai, Aubrey Joseph, Bokeem Woodbine e Gabrielle Union.
O filme teve sua estreia mundial no Festival Internacional de Cinema de Toronto em 8 de setembro de 2022 e foi lançado nos cinemas nos Estados Unidos em 18 de novembro de 2022, pela A24. O filme recebeu críticas geralmente positivas, com a atuação de Pope sendo elogiada, levando-o a receber uma indicação ao Globo de Ouro de 2023. Além disso, o filme foi indicado a três categorias no Independendt Spirit Awards de 2023: melhor performance protagonista e coadjuvante, pelas atuações de Pope e Gabrielle Union, respectivamente, além de longa de estreia.

## Enredo
Ellis French se alista no Corpo de Fuzileiros Navais e acaba no campo de treinamento em Parris Island, Carolina do Sul. Ele inicialmente atende aos requisitos físicos, mas não consegue disfarçar sua orientação sexual, tornando-o alvo de um trote quase letal do instrutor do treinamento Leland Laws e um colega recruta, Laurence Harvey.

## Elenco
- Jeremy Pope como Ellis French
- Raúl Castillo como Rosales
- Bokeem Woodbine como Leland Laws
- Gabrielle Union como Inez French
- McCaul Lombardi como Laurence Harvey
- Aaron Dominguez como Castro
- Nicholas Logan como Brooks
- Eman Esfandi como Ismail
- Andrew Kai como Label
- Aubrey Joseph como  Boles

## Produção
Em junho de 2021, foi anunciado que Jeremy Pope, Gabrielle Union, Bokeem Woodbine e Raúl Castillo haviam se juntado ao elenco do filme, com Elegance Bratton dirigindo a partir de um roteiro que ele escreveu, com Gamechanger Films definido para produzir e A24 definido para produzir e distribuir. As filmagens foram concluídas em novembro de 2021.

### Música
Bratton recrutou Animal Collective para compor e performar a trilha sonora para o filme. O álbum da trilha sonora, que apresenta uma colaboração com Indigo De Souza intitulado "Wish I Knew You", foi lançado em 18 de novembro.

## Lançamento
O filme teve sua estreia mundial no Festival Internacional de Cinema de Toronto em 8 de setembro de 2022. Também foi exibido no 60º Festival de Cinema de Nova Iorque em 14 de outubro de 2022. Foi lançado nos Estados Unidos em 18 de novembro de 2022.

## Recepção

### Resposta da Crítica
No site, agregador de críticas, Rotten Tomatoes, 89% das 115 resenhas dos críticos são positivas, com uma classificação média de 7,2/10. O consenso do site diz: "Embora seja frustrantemente desajeitado em certos aspectos, The Inspection é uma vitrine de atores comoventes em serviço de alguns temas verdadeiramente dignos". Metacritic, que usa uma média ponderada, atribuiu ao filme uma pontuação de 73 em 100, com base em 30 críticos, indicando "críticas geralmente favoráveis".

### Prêmios e Indicações
| Prêmios                         | Data da Cerimônia     | Categoria                       | Indicados                                                 | Resultado | Ref.   |
| ------------------------------- | --------------------- | ------------------------------- | --------------------------------------------------------- | --------- | ------ |
| Prêmios Globo de Ouro           | 10 de Janeiro de 2023 | Melhor Ator em filme de drama   | Jeremy Pope                                               | Indicado  | [ 2 ]  |
| Independent Spirit Awards       | 4 de Março de 2023    | Melhor Performance Protagonista | Jamie Dack                                                | Pendente  | [ 3 ]  |
| Independent Spirit Awards       | 4 de Março de 2023    | Melhor Performance Coadjuvante  | Gabrielle Union                                           | Pendente  | [ 3 ]  |
| Independent Spirit Awards       | 4 de Março de 2023    | Melhor Longa de Estreia         | Elegance Bratton, Effie T. Brown, Chester Algernal Gordon | Pendente  | [ 3 ]  |
| National Board of Review Awards | 8 de Dezembro de 2022 | Top Ten Independent Films       | The Inspection                                            | Venceu    | [ 14 ] |

## Ligações Externas
- The Inspection. no IMDb.

- The Inspection no Metacritic
- The Inspection no Rotten Tomatoes
- The Inspection no Letterboxd